# 張穀 (成化乙未進士)
張穀（1433年—？），字濟民，直隸松江府上海縣人，軍籍，明朝政治人物。進士出身。

## 生平
早年出身國子生，應天府鄉試第六十名。成化十一年（1475年）乙未科會試第一百七十二名，殿試登進士第三甲第一百一十七名。

## 家族
曾祖父張世良，曾任封監察御史。祖父張衡，曾任監察御史。父亲張芹。